# Les papallones són lliures
 Les papallones són lliures  (Butterflies Are Free) és una pel·lícula estatunidenca dirigida per Milton Katselas, estrenada el 1972 i doblada al català.

## Argument
Ambientada a San Francisco (Califòrnia), la pel·lícula gira al voltant d'un jove cec, la mare del qual desaprova la relació que manté amb una jove hippie. El títol va ser inspirat per un passatge de la novel·la Casa desolada de Charles Dickens: "I only ask to be free. The butterflies are free. Mankind will surely not deny to Harold Skimpole what it concedes to the butterflies.

## Repartiment
- Goldie Hawn: Jill Tanner
- Edward Albert: Don Baker
- Eileen Heckart: Mrs. Baker
- Michael Warren: Roy

## Premis i nominacions

### Premis
- Oscar a la millor actriu secundària per a Eileen Heckart.[4]
- Oscar a la millor fotografia

### Nominacions
- Oscar al millor so